# Ряменъярви
Ря́менъя́рви (Рямеенъярви; фин. Rämeenjärvi) — пограничное озеро на территории Кааламского сельского поселения Сортавальского района Республики Карелия и общины Тохмаярви провинции Северная Карелия Республики Финляндия.

## Общие сведения
Площадь озера — 1,3 км². Располагается на высоте 78,4 метров над уровнем моря.
По водоёму проходит Российско-финляндская граница, деля озеро в соотношении, приблизительно, 1:1.
Форма озера продолговатая: вытянуто с северо-запада на юго-восток. Берега заболоченные.
Через озеро протекает река Тохмайоки.
Населённые пункты близ озера отсутствуют. Ближайший — посёлок Партала — расположен в 4 км к юго-востоку от озера.
Название озера переводится с финского языка как «болотистое озеро».
Код объекта в государственном водном реестре — 01040300211102000013179.